# Аткарськ
Атка́рськ — місто (з 1780 року) в Росії, адміністративний центр Аткарського району Саратовської області.

## Населення
Населення 27 800 осіб (2005), за підсумками всеросійського перепису населення 2010 року чисельність населення міста становила 25 624 особи, а в 2015 — 25 481 особу.

## Географія
Аткарськ розташований на Приволзькій височині, при впаданні річки Аткара у річку Медведицю (ліва притока Дону), за 92 км від Саратова. Річка ділить місто навпіл. Залізнична станція Аткарськ Приволзької залізниці на лінії Астрахань — Саратов — Москва. Площа міста становить 10,54 км².

## Історія
В 1358 на місці розташування міста, у густих лісах було засновано улус татарського хана Еткари. Його ім'ям назвали річку. В той час це місце було вигідним воєнно-стратегічним пунктом. Природні умови сприяли землеробству, скотарству, рибальству і полюванню.
В 1780 році Еткара була реорганізована в Аткарськ. На початок XIX століття в місті проживало близько 1200 осіб.

## Персоналії
- Валерія (* 1968) — російська естрадна співачка (контральто) і модель.